# Chikhli
Chikhli ist eine Stadt im indischen Bundesstaat Maharashtra.

## Lage
Chikhli liegt im Distrikt Buldhana 22 km südsüdöstlich der Distrikthauptstadt Buldhana.
Die Stadt ist vom Rang eines Municipal Councils. Sie ist in 24 Wards untergliedert.
Die nationale Fernstraße NH 753A (Aurangabad–Buldana) passiert die Stadt.

## Bevölkerung
Beim Zensus 2011 betrug die Einwohnerzahl 57.889.
63 % der Bevölkerung gehören der Glaubensrichtung des Hinduismus an, 24 % sind Muslime sowie 11 % Buddhisten.